# التلول
التلول قرية سورية تتبع ناحية سلقين في منطقة حارم في محافظة إدلب. بلغ عدد سكانها 1703 نسمة في عام 2004 حسب إحصاء المكتب المركزي للإحصاء.